# Чайківка (Уманський район)
Ча́йківка — село в Україні, у Христинівській міській громаді Уманського району Черкаської області. Розташоване на правому березі річки Канелька (притока Конели) за 17 км на північ від міста Христинівка. Населення становить 148 осіб.

## Галерея

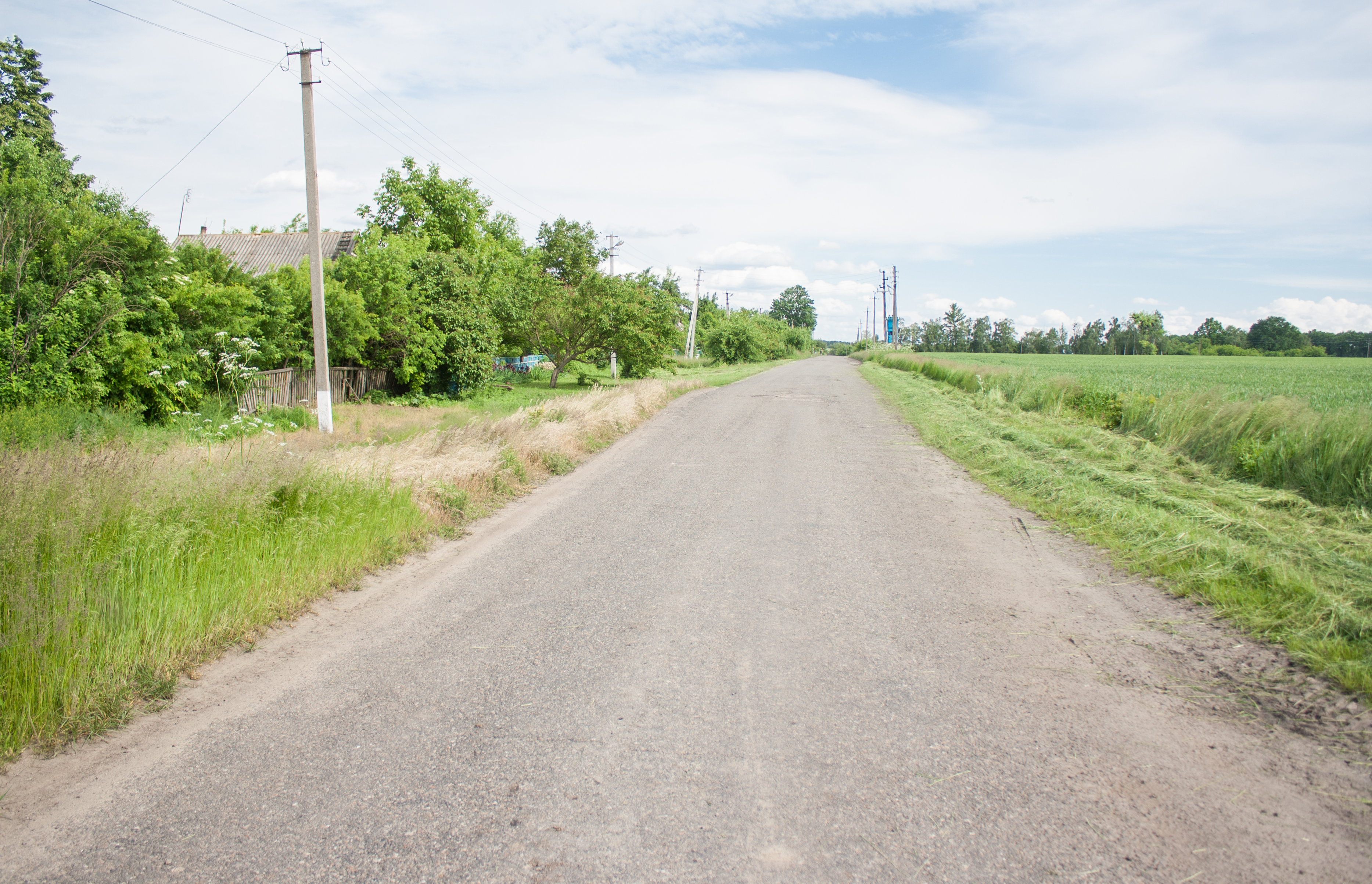
Вулиця Південна
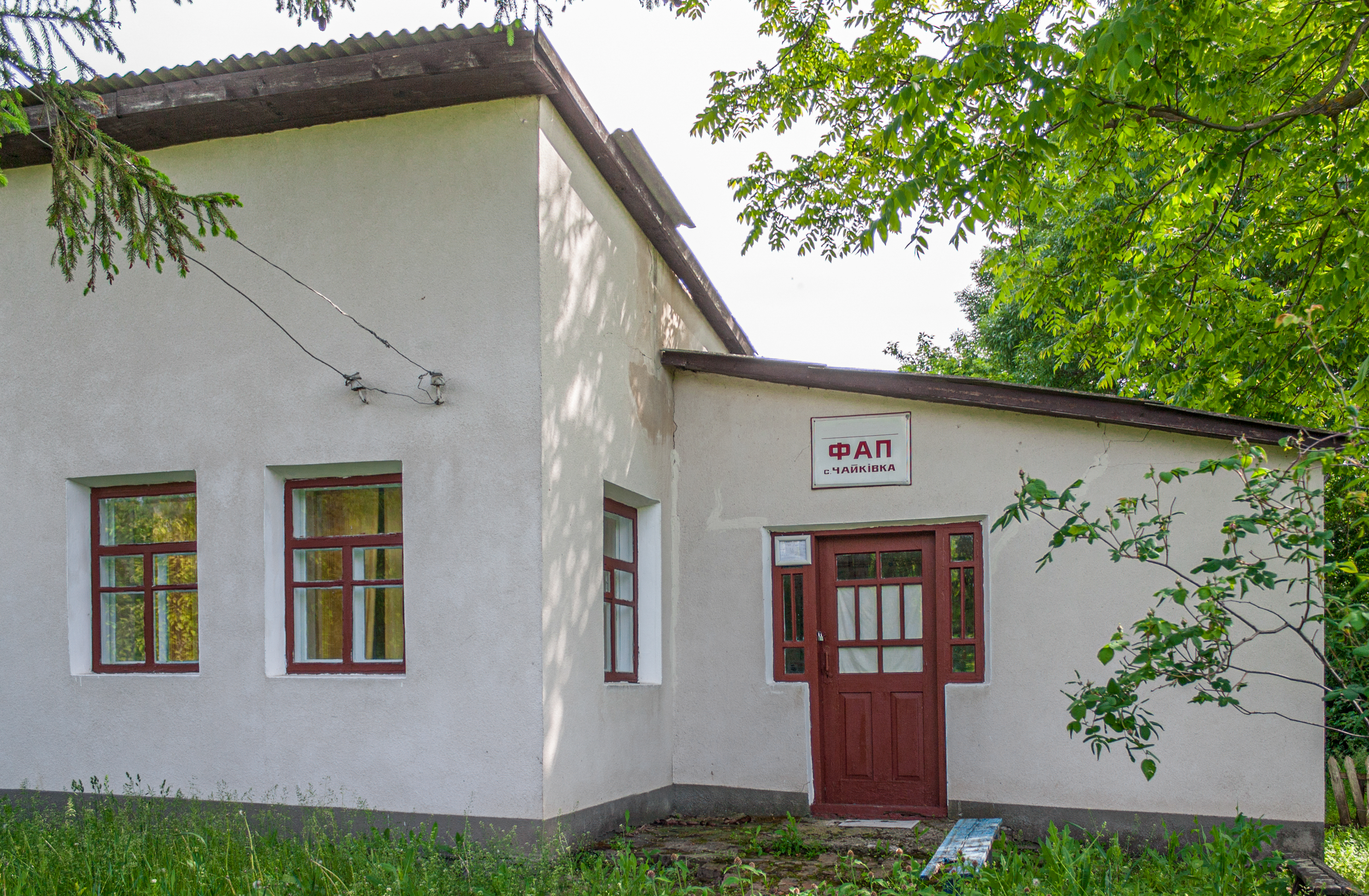
ФАП
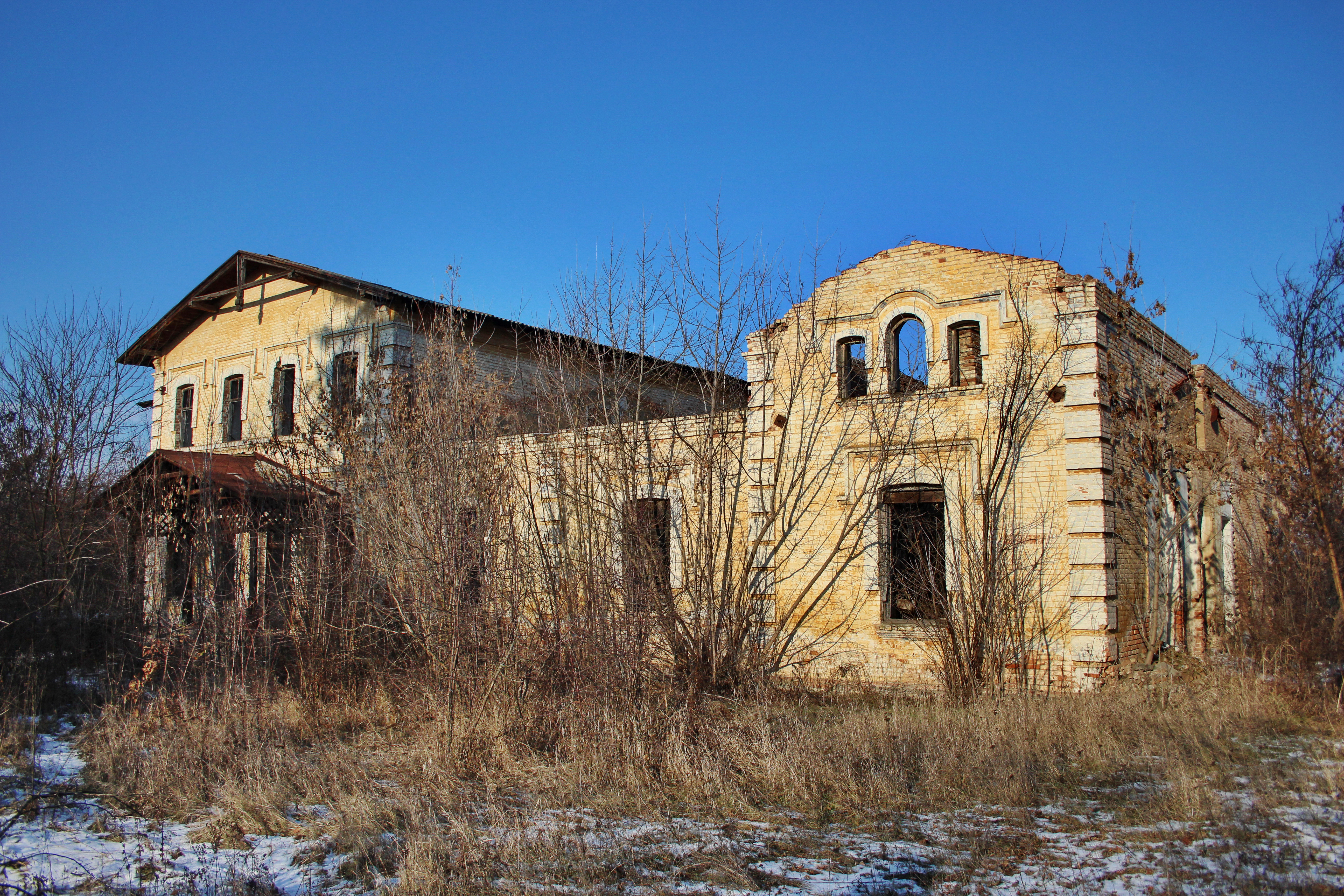
Садибний будинок (1905 р.)
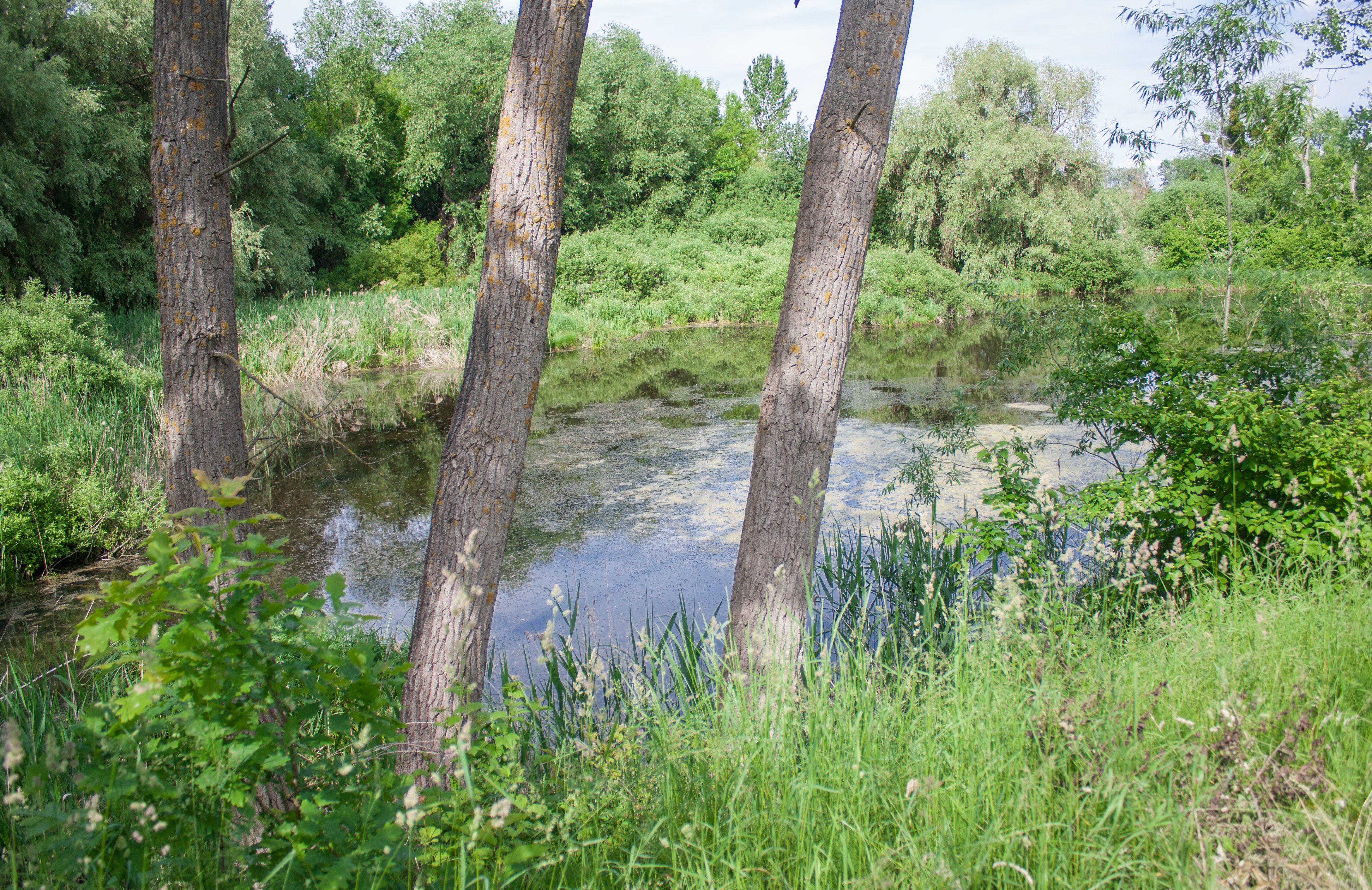
Річка Канелька при в'їзді у село

## Місцеві роди
- Савицькі